# Immanència
En teologia, la immanència sosté que el diví abasta o es manifesta en el món material. Està subjecte a algunes teories filosòfiques i metafísiques de la presència divina. La immanència s'aplica generalment a les religions monoteistes, panteistes, pandeistes o panenteistes per suggerir que el món espiritual impregna el mundà. Sovint es contrasta amb les teories de la transcendència, en què el diví es veu fora del món material.
Les principals religions solen dedicar esforços filosòfics significatius a explicar la relació entre la immanència i la transcendència, però ho fan de diferents maneres, com ara:
- llançar la immanència com a característica d'un Déu transcendent (comú a les religions abrahàmiques),
- subsumint els déus personals immanents en un ésser transcendent més gran (com amb Braman a l'hinduisme), o
- abordar la qüestió de la transcendència com una cosa que només es pot respondre mitjançant una valoració de la immanència.

En filosofia, la immanència és l'ens intrínsec d'un cos; es qualifica tota aquella activitat com a immanent a un ésser quan l'acte mantingut en el seu interior té el seu fi el mateix ésser. S'oposa, per tant, a transcendència.
Així, Agustí d'Hipona va poder dir que la immanència és, precisament, la propietat per la qual una determinada realitat roman com a tancada en si mateixa, exhaurint en ella tot el seu ésser i el seu actuar. La transcendència suposa, per tant, la immanència com un dels seus moments, al qual s'afegeix la superació que el fet de transcendir representa.
Aquests conceptes van ocupar també un paper important en la filosofia escolàstica, de la qual emanen els termes actio immanens i actio transient i es constitueix l'absoluta diferència entre les dues expressions. Autors com Wolff i Spinoza van adoptar aquesta interpretació, sobretot aquest últim, en què la immanència s'erigeix com un punt de suport i noció elemental del mètode espinozista. Això es deu al fet que, segons Spinoza, Déu és causa immanent en oposició a causa transitiva de totes les coses en aquest mètode. Si Déu és la causa de totes les coses que resideixen en ell, i que tot està en Déu, fora d'ell no és concebible l'existència de cap cos, perquè Déu és causa immanent i no transitiva de tot el que existeix. Aquest corrent, qualificat també com a «immanentisme racionalista», és propi del pensament modern, la transcendència se sol situar en les filosofies contemporànies.
El sistema de Spinoza s'identifica amb qualsevol plantejament filosòfic pertanyent al panteisme, de manera que immanència en aquest cas és un concepte en el qual l'existència de tots els éssers no pot ser explicada sense la presència de Déu.
També es considera filosofia immanentista la que manté la preeminència de l'experiència religiosa interna per sobre de la sapiència reflexiva de Déu. En l'obra de Maurice Blondel, i sobretot en la d'Edouard Le Roy, tenim una acèrrima defensa d'aquesta perspectiva.
El concepte d'immanència, entès aquí com a total i conscient rebuig de la transcendència, és també important en la tradició marxista. Particularment, Antonio Gramsci qualifica la filosofia de la praxi com un «immanentisme absolut», un «historicisme absolut» i un «humanisme absolut».